# Bistum Yanji
Das Bistum Yanji [Yenki] (lat.: Dioecesis Ienchivensis) ist eine in der Volksrepublik China gelegene römisch-katholische Diözese mit Sitz in Yanji. 

## Geschichte
Das Bistum Yanji wurde am 19. Juli 1928 durch Papst Pius XI. mit der Apostolischen Konstitution Ex hac Divi aus Gebietsabtretungen des Apostolischen Vikariates Wonsan als Apostolische Präfektur Yanji (Yenki) errichtet. Die Apostolische Präfektur Yanji (Yenki) wurde am 13. April 1937 durch Pius XI. zum Apostolischen Vikariat erhoben.
Das Apostolische Vikariat Yanji wurde am 11. April 1946 durch Papst Pius XII. mit der Apostolischen Konstitution Quotidie Nos zum Bistum erhoben und dem Erzbistum Shenyang als Suffraganbistum unterstellt.

## Ordinarien

### Apostolische Präfekten von Yanji (Yenki)
- Theodor Breher OSB, 1929–1937

### Apostolische Vikare von Yanji (Yenki)
- Theodor Breher OSB, 1937–1946

### Bischöfe von Yanji (Yenki)
- Theodor Breher OSB, 1946–1950
- Sedisvakanz, seit 1950